# Ivana Engleska, kraljica Škotske
Ivana (22. srpnja 1210. – 4. ožujka 1238.) bila je kraljica Škotske kao supruga kralja Aleksandra II. Škotskog. Bila je kći engleskog kralja Ivana bez Zemlje i njegove druge žene Izabele Angoulêmske. Bila je rođakinja prve supruge svoga oca te sestra Henrika III. Imala je i polubraće i polusestara. Umrla je mlada, u dobi od 27 god., bez djece, a pokopana je u Dorsetu.